# Dominick Argento
Pour les articles homonymes, voir Argento.
Dominick Argento, né le 27 octobre 1927 à York, en Pennsylvanie, et mort le 20 février 2019 à Minneapolis, dans le Minnesota, est un compositeur américain d'opéras, de cycles de mélodies, d'œuvres chorales et de compositions pour orchestre.

## Biographie
Fils d'immigrants italiens, Dominick Argento étudie au Peabody Institute, à l'Eastman School of Music, ainsi que brièvement en Italie.
Il obtient un baccalauréat (1951) et une maîtrise (1953) de Peabody, où parmi ses professeurs se comptent Nicolas Nabokov, Henry Cowell et Hugo Weisgall. Pendant son séjour là-bas, il est brièvement directeur musical de la société Hilltop Musical, créée par Weisgall comme une sorte de réponse au Festival d'Aldeburgh, fondée par Benjamin Britten - un lieu réservé aux compositeurs locaux (notamment Weisgall) pour présenter de nouvelles œuvres. Cette expérience donne à Dominick Argento une large visibilité et une expérience dans le monde du nouvel opéra. Le metteur en scène de Hilltop est alors l’écrivain John Olon-Scrymgeour, avec lequel Dominick Argento collaborera plus tard pour la création de nombreux opéras. Au cours de cette période, il séjourne également une année à Florence dans le cadre d’une bourse de la Commission Fulbright entre les États-Unis et l’Italie. Il qualifiera cette expérience de « transformation de vie » ; là-bas, il a étudié brièvement avec Luigi Dallapiccola.
Dominick Argento poursuit ses études supérieures et obtiendra son doctorat de l'Eastman School of Music, où il étudie avec Alan Hovhaness, Bernard Rogers et Howard Hanson. Après avoir obtenu son diplôme, il reçoit une bourse Guggenheim pour étudier et travailler pendant une autre année à Florence, établissant ainsi une habitude chez lui de passer de longues périodes de temps dans cette ville.
Il reçoit en 1975 le prix Pulitzer pour son cycle de mélodies intitulé From the Diary of Virginia Woolf.

## Œuvres

### Opéras
- 1954 : Sicilian Limes
- 1957 : The Boor
- 1958-1960 : Colonel Jonathan the Saint
- 1964 : The Masque of Angels
- 1962 : Christopher Sly, d'après un passage de la pièce La Mégère apprivoisée de Shakespeare
- 1967 : The Shoemaker’s Holiday, d'après une pièce de Thomas Dekker
- 1971 : Postcard form Morocco
- 1976 : The Voyage of Edgar Allan Poe
- 1977 : Miss Havisham’s Fire, cet opéra connaît deux versions révisées sous le titre Miss Havisham’s Wedding Night (1981 et 1995)
- 1984 : Casanova’s Homecoming
- 1987 : The Aspern Papers, d'après la nouvelle Les Papiers d'Aspern d'Henry James
- 1993 ; The Dream of Valentino

### Cycle de mélodies
- 1950-1955 : Songs about Spring, sur des poèmes d'E. E. Cummings
- 1956 : Ode to the West Wind, sur des poèmes de Percy Bysshe Shelley
- 1958 : Six Elizabeth Songs
- 1968 : Letters From Composers, sur des textes de Frédéric Chopin et Giacomo Puccini
- 1972 : To Be Sung Upon the Water, sur des poèmes de William Wordsworth
- 1974 : From the Diary of Virginia Woolf, sur des extraits du Journal de Virginia Woolf
- 1983 : Casa Gaudí, sur des textes Elizabeth Barrett Browning - (Lauréat d'un Grammy Award)
- 1996 : Few Words About Tchekhov
- 1997 : A Water Bird Talk, sur des textes d'Anton Tchekhov
- 1998 : Miss Manners on Music, sur des textes de Judith Martin
- 1998 : The Bremen Town Musicians, sur des textes du compositeur

### Œuvres chorales
- 1963 : The Masque of Angels
- 1968 : The Revelation of St. John the Divine, sur des extraits de l'Apocalypse
- 1968 : A Nation of Cowslips, sur des textes de John Keats
- 1970 : Tria Carmina Pasachalia, cantate de Pâques
- 1973 : Jonah and the Whale, oratorio
- 1981 : I Hate and I Love, sur des textes de Catulle
- 1987 : Te Deum
- 1989 : A Toccata of Galuppi’s, sur des textes de Robert Browning
- 1994 : Spirituals and Swedish Chorales
- 1996 : Walden Pond: Nocturnes and Barcarolles, sur des textes de Henry David Thoreau
- 2003 : Dover Beach Revisited, d'après le poème Dover Beach de Matthew Arnold
- 2004 : Four Seascapes, sur des textes de Herman Melville, Mark Twain, Henry James et Thornton Wilder
- 2007 : Apollo in Cambridge
- 2008 : Evensong: Of Love and Angels
- 2014 : Seasons

### Œuvres pour orchestre
- 1954 : Divertimento
- 1956 : The Resurrection of Don Juan, suite pour orchestre
- 1964 : Royal Invitation (Homage to the Queen of Tonga), suite pour orchestre
- 1965 : Variations pour orchestre (The Mask of Night)
- 1969 : Bravo Mozart
- 1972 : A Ring of Time
- 1977 : In Praise of Music
- 1982 : Fire Variations
- 1985 : Capriccio Rossini in Paris
- 1985 : Le Tombeau d’Edgar Poe, suite pour orchestre tirée de l'opéra The Voyage of Edgar Allan Poe
- 1994 : Valentino Dances, suite pour orchestre tirée de l'opéra The Dream of Valentino

## Discographie
- Variations for orchestra (The Mask of the Night), pour orchestre et soprano seule (1965) et Te Deum (Verba Domini cum verbis populi), pour chœur et orchestre (1987). Interprétés par Maria Jette (soprano), The Plymouth Festival Chorus & Orchestra sous la direction de Philip Brunelle (Virgin Classics, 1991, VC 791184-2).